# Distretto di Dubăsari (Transnistria)
Il distretto di Dubăsari è uno dei 5 distretti della Transnistria, repubblica autoproclamata all'interno della Moldavia con capoluogo Dubăsari di 37.449 abitanti al censimento 2004
È situato nel centro del paese e parte del territorio è controllato dalle forze moldave

## Geografia antropica

### Suddivisioni amministrative
Il distretto è composto da 1 città e 9 comuni

#### Città
1. Dubăsari

#### Comuni
1. Comisarovca Nouă
2. Crasnîi Vinogradari
3. Doibani I
4. Dubău
5. Dzerjinscoe
6. Goian
7. Harmațca
8. Lunga
9. Țîbuleuca